# Haliclona laxa
Haliclona laxa är en svampdjursart som först beskrevs av Lendenfeld 1887.  Haliclona laxa ingår i släktet Haliclona och familjen Chalinidae. Inga underarter finns listade i Catalogue of Life.